# Ernst Olbrich
Ernst Olbrich (* 12. Mai 1889 in Luxdorf; † 30. Oktober 1976 in Karl-Marx-Stadt) war ein deutscher Maler.

## Leben und Werk
Olbrich studierte ab 1912 an der Akademie der bildenden Künste in München bei Carl Johann Becker-Gundahl und in Dresden an der Kunstgewerbeschule. Danach war er als freischaffender Maler tätig, seit etwa 1927 in Chemnitz. Das Adressbuch von Chemnitz weist ihn zuletzt 1943 in der Oskar-Mildner-Straße (heute Kanzlerstraße) 13a aus.
In der Zeit des Nationalsozialismus war Olbrich Mitglied der Reichskammer der bildenden Künste.
Olbrich nahm als Soldat der Wehrmacht am Zweiten Weltkrieg teil. Nach der Entlassung aus der Kriegsgefangenschaft ging er wieder nach Chemnitz und arbeitete als Künstler. Er war Mitglied des Verbands Bildender Künstler der DDR.

## Werke (Auswahl)
- Im Steinbruch. Steineklopfer (1938, Öl)[3]
- Flößer in Flusslandschaft (1940, Öl)[4]
- Böhmisches Mittelgebirge (Öl; ausgestellt 1946/1947 auf der Ausstellung „Mitteldeutsche Kunst“)
- Junge Pioniere lernen gut Touristik (1952/1953, Mischtechnik, 120 × 90 cm; ausgestellt auf der Dritten Deutschen Kunstausstellung)[5]

## Ausstellungen
- 1934: Dresden, Sächsische Kunstausstellung
- 1937: Chemnitz, König-Albert-Museum („Erzgebirgische Landschaft“)
- 1943: Dresden, Sächsischer Kunstverein (Kunstausstellung Gau Sachsen)

- 1946/1947: Leipzig, Museum der bildenden Künste („Mitteldeutsche Kunst“)
- 1953: Dresden, Dritte Deutsche Kunstausstellung

### Postum
- 1984/1985: Karl-Marx-Stadt (Retrospektive 1945 – 1984. Bildende Kunst im Bezirk Karl-Marx-Stadt)